# Sant Pere del Soler de Puig-redon
Sant Pere del Soler és una capella del nucli de Puig-redon al municipi de Torà (Solsonès) inclosa a l'Inventari del Patrimoni Arquitectònic de Catalunya.

## Descripció
Petita capella que es troba a uns 25 metres del mas Soler. Construcció de planta rectangular, té coberta de volta de canó. L'entrada d'arc de mig punt adovellat, es troba al mur oest. Culmina la façana un campanar de cadireta d'un sol ull, formada per dues peces trapezoïdals on descansa una pedra monolítica amb una creu llatina gravada al mig.

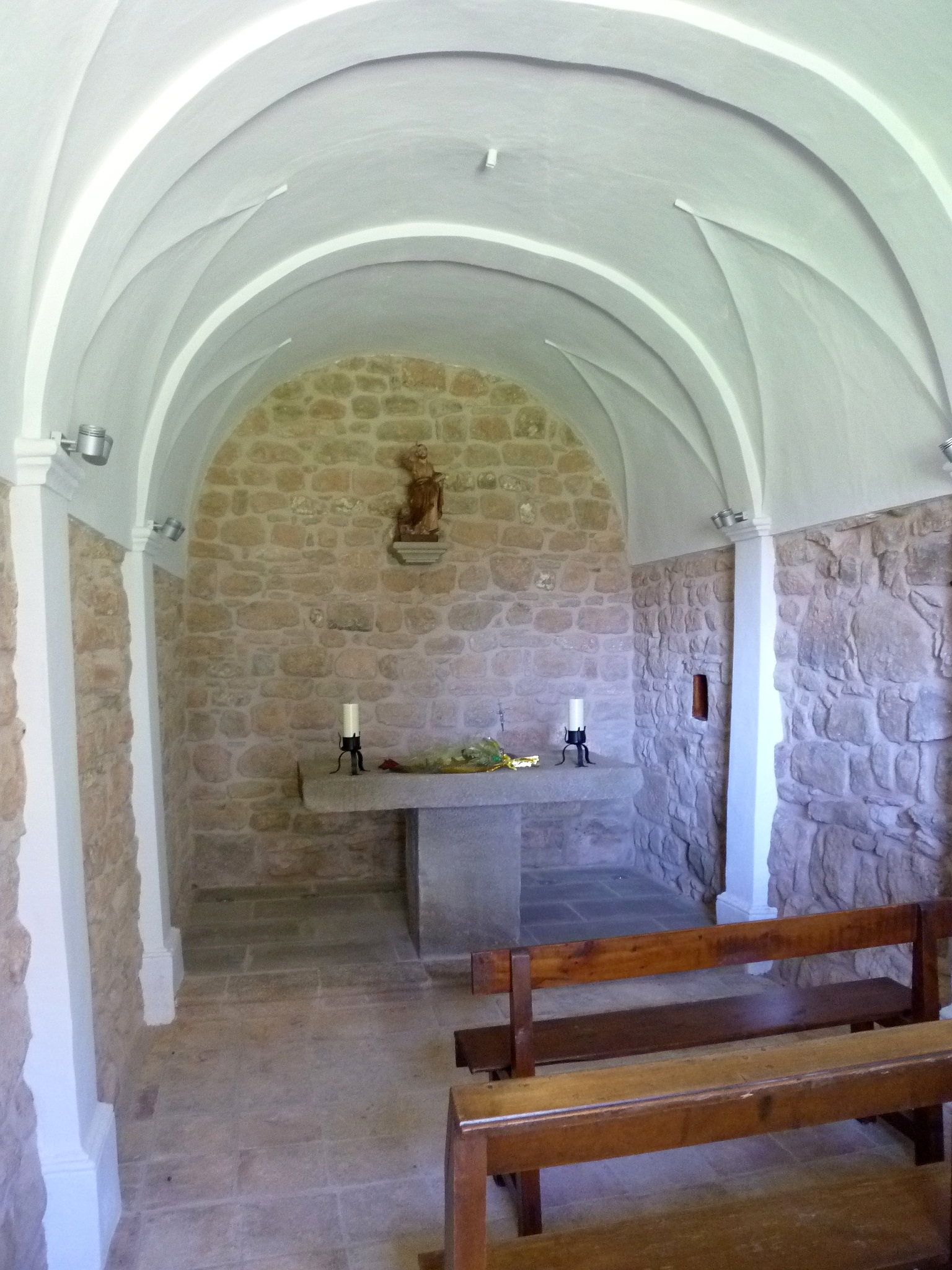
Interior actual de la capella (2013)

Al mur sud no hi ha cap obertura. Al mur nord, hi ha una finestra de doble esqueixada. Al mur est no hi ha cap obertura. La coberta és de dos vessants (sud-nord), acabada amb teules.
A l'interior hi ha tres arcs amb llunetes fetes de guix.
Fins al 2012 es va utilitzar com a magatzem d'estris. Actualment està restaurada deixant les parets amb pedra vista i la volta enguixada.

## Història
Les primeres notícies de la capella es troben a la donació que l'any 1130 Guillem Bernat i la seva muller Guilla feren a Santa Maria de Solsona de l'alou de la Vila de Sanç, amb l'església de Sant Pere.